# بنيه
البنيه هي قرية لبنانية من قرى قضاء عاليه في محافظة جبل لبنان.
تبعد البنية 30 كلم (18.642 مي) عن بيروت عاصمة لبنان. ترتفع 770 م (2526.37 قدم - 842.072 يارد) عن سطح البحر وتمتد على مساحة 300 هكتاراً (3 كلم²- 1.158 مي²).